# Diplecogaster
Diplecogaster – rodzaj ryb z rodziny grotnikowatych (Gobiesocidae).

## Klasyfikacja
Gatunki zaliczane do tego rodzaju:
- Diplecogaster bimaculata – grotnik dwuplamisty[potrzebny przypis]
- Diplecogaster ctenocrypta
- Diplecogaster megalops